# Chris Addison
Christopher David Addison (5 de novembre de 1971) és un guionista, comediant, actor, i director anglés. És possiblement més conegut pel seu paper recurrent a Mock the Week. També pel seus espectacles-recitals, dos dels quals van ser adaptats més tard a BBC Radio 4.

## Filmografia
El 2013 va començar dirigint la sitcom Veep d'Armando Iannucci i HBO. Va dirigir 13 episodis.
Addison també va dirigir la comèdia de 2019 The Hustle, protagonitzada per Rebel Wilson i Anne Hathaway, un remake de Dirty Rotten Scoundrels (1988), que alhora era un remake de Bedtime Story (1964).
Addison dirigirà Ralph Fiennes fent de George Frederick Handel en la pel·lícula d'època Hallelujah!